# Gonatocerus caudatus
Gonatocerus caudatus är en stekelart som beskrevs av Dmitriy Alekseevich Ogloblin 1935. Gonatocerus caudatus ingår i släktet Gonatocerus och familjen dvärgsteklar. Inga underarter finns listade i Catalogue of Life.